# Dansk Melodi Grand Prix 2008
Der 38. Dansk Melodi Grand Prix 2008 fand zwischen dem 12. Januar 2008 und dem 2. Februar 2008 statt und war der dänische Vorentscheid für den Eurovision Song Contest 2008 in Belgrad (Serbien).

## Format

### Konzept
Das 2007 erstmalig ausgeführte Konzept wurde beibehalten. Es wurden erneut zwei Halbfinale im Fernsehen ausgetragen. Von den jeweils acht antretenden Teilnehmern qualifizierten sich jeweils vier direkt für das Finale, die verbliebenen Teilnehmer traten in zwei im Radio ausgetragenen Second Chance-Runden erneut an, wobei sich in beiden Sendungen jeweils nur ein Beitrag für das Finale qualifizierten konnte, sodass im Finale zehn Teilnehmer am Wettbewerb teilnahmen. Entgegen des Vorjahres fanden die beiden Halbfinale ausschließlich an einem Ort, in Kopenhagen, statt.

### Moderation
Wie im Vorjahr moderierten erneut Adam Duvå Hall und Camilla Ottesen.

## Halbfinale

### Erstes Halbfinale
Das erste Halbfinale fand am 12. Januar 2008 in der DR Byen in Kopenhagen statt.
| Platz | Startnr. | Interpret                  | Lied                  |
| ----- | -------- | -------------------------- | --------------------- |
| 1.–4. | 3        | UNITE                      | Tree of life          |
| 1.–4. | 4        | Amin Jensen                | Luciano               |
| 1.–4. | 5        | Anne Marie & Claus Hassing | Come on over          |
| 1.–4. | 8        | Charlie                    | Den jeg er            |
| 5.–8. | 1        | Anorah                     | Laying down the cards |
| 5.–8. | 2        | Sidsel Holte               | Vi er der om lidt     |
| 5.–8. | 6        | Louise Victoria            | Grøn mand gå          |
| 5.–8. | 7        | Camill & Ulrik             | Underneath the moon   |

 Kandidat hat sich für das Finale qualifiziert.
 Kandidat hat sich für die Second Chance-Runde qualifiziert.

### Zweites Halbfinale
Das zweite Halbfinale fand am 19. Januar 2008 in der DR Byen in Kopenhagen statt.
| Platz | Startnr. | Interpret       | Lied                  |
| ----- | -------- | --------------- | --------------------- |
| 1.–4. | 3        | Simon Mathew    | All night long        |
| 1.–4. | 5        | Josefine & Lars | Sweet memories of you |
| 1.–4. | 6        | Sandy May       | Spanish soul          |
| 1.–4. | 8        | The Dreams      | La' mig være          |
| 5.–8. | 1        | Gunhild         | Vilde hjerter         |
| 5.–8. | 2        | Julie Rugaard   | Kan ikke forstå       |
| 5.–8. | 4        | Kendra Lou      | Until we're satisfied |
| 5.–8. | 7        | Lasse Linddorf  | Hooked on you         |

 Kandidat hat sich für das Finale qualifiziert.
 Kandidat hat sich für die Second Chance-Runde qualifiziert.

## Second Chance
In den zwei ausgetragenen Second Chance-Runden qualifizierten sich zwei Teilnehmer für das Finale.
| Platz | Angetreten in    | Interpret       | Lied                  |
| ----- | ---------------- | --------------- | --------------------- |
| 1.–2. | P4 Second Chance | Josefine & Lars | Sweet memories of you |
| 1.–2. | P4 Second Chance | Lasse Linddorf  | Hooked on you         |
| 3.–8. | P3 Second Chance | Anorah          | Laying down the cards |
| 3.–8. | P3 Second Chance | Camill & Ulrik  | Underneath the moon   |
| 3.–8. | P3 Second Chance | Louise Victoria | Grøn mand gå          |
| 3.–8. | P3 Second Chance | Sidsel Holte    | Vi er der om lidt     |
| 3.–8. | P4 Second Chance | Gunhild         | Vilde hjerter         |
| 3.–8. | P4 Second Chance | Julie Rugaard   | Kan ikke forstå       |

## Finale

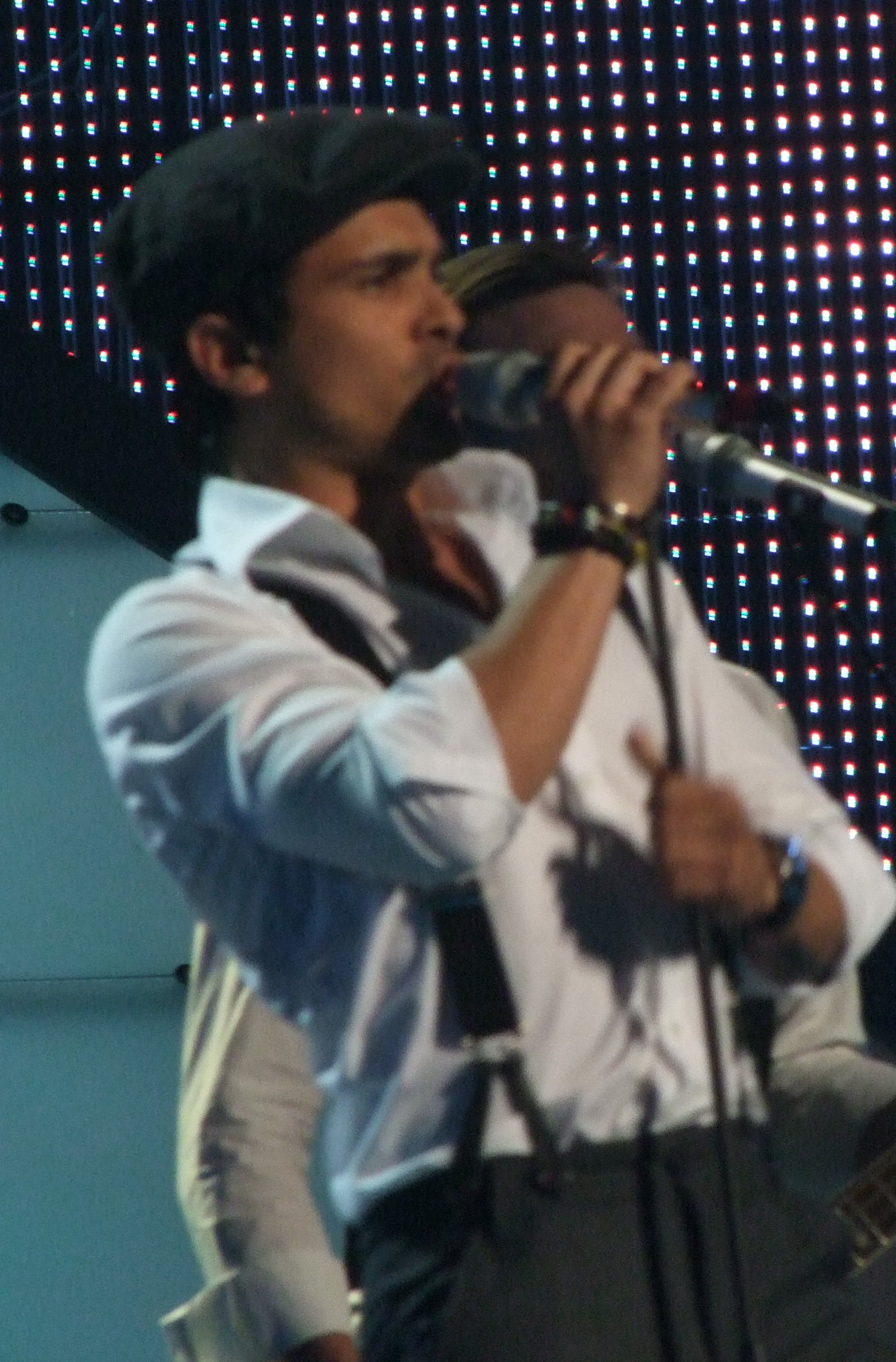
Simon Mathew beim zweiten Halbfinale beim Eurovision Song Contest in Belgrad

Das Finale fand am 2. Februar 2008 im Forum Horsens in Horsens statt.
| Platz | Startnr. | Interpret                  | Lied                  |     |   |              |                |
| ----- | -------- | -------------------------- | --------------------- | --- | - | ------------ | -------------- |
| Platz | Startnr. | Interpret                  | Lied                  | 01. | 2 | Simon Mathew | All night long |
| 02.   | 5        | UNITE                      | Tree of life          |     |   |              |                |
| 03.   | 10       | Sandy May                  | Spanish soul          |     |   |              |                |
| 04.   | 4        | Kendra Lou                 | Until we're satisfied |     |   |              |                |
| 05.   | 9        | The Dreams                 | La' mig være          |     |   |              |                |
| 06.   | 1        | Anne-Marie & Claus Hassing | Come on over          |     |   |              |                |
| 07.   | 6        | Lasse Linddorf             | Hooked on you         |     |   |              |                |
| 08.   | 3        | Amin Jensen                | Luciano               |     |   |              |                |
| 09.   | 8        | Josefine & Lars            | Sweet memories of you |     |   |              |                |
| 010.  | 7        | Charlie                    | Den jeg er            |     |   |              |                |